# Wereldkampioenschappen kunstschaatsen 1897
De Wereldkampioenschappen kunstschaatsen is een evenement dat georganiseerd wordt door de Internationale Schaatsunie.
Het tweede wereldkampioenschap kunstschaatsen werd op 13 en 14 februari 1897 georganiseerd in Stockholm, Zweden.

## Deelname
Zes mannen uit drie landen kwamen uit op dit kampioenschap.
| Zweden (3) Noorwegen (2) Oostenrijk (1) |

De Oostenrijker Gustav Hügel was de enige die voor de tweede keer deelnam. Op het eerste WK in 1896 was hij tweede geworden.
Gastland Zweden kwam met drie deelnemers op de baan, Ulrich Salchow, Thiodolf Borgh en Hugo Carlson, voor de laatste twee was het hun enige WK deelname.
De Noorse delegatie bestond uit Johan Lefstad, achtste op het EK van 1893, en Oscar Holthe.

## Medaille verdeling
| Discipline | Goud         | Zilver         | Brons         |
| ---------- | ------------ | -------------- | ------------- |
| Mannen     | Gustav Hügel | Ulrich Salchow | Johan Lefstad |

## Uitslagen
| #      | naam           | land                |
| ------ | -------------- | ------------------- |
| Goud   | Gustav Hügel   | Vlag van Oostenrijk |
| Zilver | Ulrich Salchow | Vlag van Zweden     |
| Brons  | Johan Lefstad  | Vlag van Noorwegen  |
| 4      | Thiodolf Borgh | Vlag van Zweden     |
| 5      | Hugo Carlson   | Vlag van Zweden     |
| 6      | Oscar Holthe   | Vlag van Noorwegen  |

Medaillewinnaars

Mannen · 
Vrouwen ·
Paren · 
IJsdansen

 Toernooi

1896 · 
1897 · 
1898 · 
1899 · 
1900 · 
1901 · 
1902 · 
1903 · 
1904 · 
1905 · 
1906 · 
1907 · 
1908 · 
1909 · 
1910 · 
1911 · 
1912 · 
1913 · 
1914 · 
1915-1921 · 
1922 · 
1923 · 
1924 · 
1925 · 
1926 · 
1927 · 
1928 · 
1929 · 
1930 · 
1931 · 
1932 · 
1933 · 
1934 · 
1935 · 
1936 · 
1937 · 
1938 · 
1939 ·
1940-1946 · 
1947 · 
1948 · 
1949 · 
1950 · 
1951 · 
1952 · 
1953 · 
1954 · 
1955 · 
1956 · 
1957 · 
1958 · 
1959 · 
1960 · 
1961 · 
1962 · 
1963 · 
1964 · 
1965 · 
1966 · 
1967 · 
1968 · 
1969 · 
1970 · 
1971 · 
1972 · 
1973 · 
1974 · 
1975 · 
1976 · 
1977 · 
1978 · 
1979 · 
1980 · 
1981 · 
1982 · 
1983 · 
1984 · 
1985 · 
1986 · 
1987 · 
1988 · 
1989 · 
1990 · 
1991 · 
1992 · 
1993 · 
1994 · 
1995 ·
1996 · 
1997 · 
1998 · 
1999 · 
2000 · 
2001 · 
2002 · 
2003 · 
2004 · 
2005 · 
2006 ·
2007 ·
2008 ·
2009 ·
2010 ·
2011 ·
2012 ·
2013 ·
2014 ·
2015 ·
2016 ·
2017 ·
2018 ·
2019 · 
2020 · 
2021 ·
2022 ·
2023 ·
2024

 ISU-kampioenschappen

WK kunstschaatsen junioren ·
EK kunstschaatsen ·
Viercontinentenkampioenschap ·
Olympische Spelen